# Depozitul militar de la Cobasna
Depozitul militar de la Cobasna a fost creat în anii 1940 în raionul Rîbnița (pe atunci RSS Moldovenească; în prezent regiunea separatistă din Transnistria, Republica Moldova) lângă hotarul cu RSS Ucraineană (acum Ucraina). În perioada sovietică depozitul de muniții de artilerie nr. 1411 era un arsenal strategic al districtului militar de vest al URSS. Însă cea mai mare parte a munițiilor a fost stocată aici după retragerea trupelor sovietice din fosta RDG, Cehoslovacia și alte țări ale lagărului socialist. În prezent circa 20.000 de tone de arme și muniții sunt stocate la acest depozit. O eventuală explozie a acestor depozite, care nu pot fi transportate, ar provoca un dezastru ecologic și uman.
La 29 septembrie 2011, o delegație moldovenească condusă de către viceministrul Afacerilor Externe și Integrării Europene, Andrei Popov a cerut finalizarea procesului de retragere a depozitelor de muniții ruse și transformarea aranjamentului actual de menținere a păcii din regiune într-o misiune civilă multinațională cu mandat internațional.

## Problema retragerii munițiilor
Ex-vicepremierul Victor Osipov, responsabil de problemele reintegrării R. Moldova, a menționat că depozitul de la Cobasna constituie un focar de risc. „Arsenalul este menținut acolo în pofida promisiunii făcute de Rusia la Summitul OSCE din 1999 că-și va retrage trupele și armamentul până în 2002. Între timp, au fost retrase 22 de tone de munițiii, fiind distruse 300 de tancuri și alte vehicule blindate. Din 2003, însă, acest proces este oprit, motivația Moscovei fiind că Tiraspolul ar fi cerut ca prezența militară rusească să fie păstrată, de teama «agresiunii militare» din partea Chișinăului. Simultan, au fost suspendate și inspecțiile internaționale, astfel încât nimeni nu mai cunoaște în ce condiții este păstrat acest armament”, spune Osipov. Vicepremierul a admis că, în condițiile în care avem un depozit păzit de santinele, circa 1000 de soldați ruși, nu este exclus furtul de arme și muniții de acolo.
Fostul ministru al Apărării, Vitalie Marinuța, a abordat problema munițiilor aflate în regiunea transnistreană. Vitalie Marinuța a subliniat că depozitul de muniții de la Cobasna prezintă un pericol sporit pentru securitate, iar explozia care s-a produs la un depozit similar în Federația Rusă confirmă necesitatea retragerii armamentului și munițiilor din Cobasna. Totodată, Vitalie Marinuța susține că Ministerul Apărării salută inițiativa substituirii forțelor militare tripartite cu o misiune civilă.

## Situația ecologică
Potrivit raportului OSCE intitulat „Mediu și securitate: transformarea riscului în cooperare”, Republica Moldova trebuie să rezolve problema moștenirii militare, formată din circa 20.000 de tone de arme și muniții stocate la gara din Cobasna, în Transnistria. O eventuală explozie a acestor depozite, care nu pot fi transportate, ar provoca un dezastru ecologic și uman, avertizează raportul. Situația rămâne similară și în cazul deșeurilor industriale.

## Vezi și
- Conflictul din Transnistria
- Implicarea Armatei a XIV-a în Conflictul din Transnistria

## Legături externe
- Securitatea Republicii Moldova, discutată „cu ușile închise” de Parlament DW.de